# Burg Brauneck
Die Burg Brauneck ist die Ruine einer hochmittelalterlichen Spornburg der Edelherren von Hohenlohe-Brauneck. Sie liegt am Wohnplatz Brauneck, nordwestlich von Niedersteinach bei Creglingen im Main-Tauber-Kreis in Baden-Württemberg.

Die Ruine Brauneck um 1820, von Osten zum Tor hin gesehen

## Lage
Die Überreste der Burg Brauneck liegen nahe der heutigen bayerischen Grenze auf einem 330,4 m ü. NN hohen Hochflächensporn über dem Steilabfall der Steinach, eines rechten Nebenflusses der Tauber.

## Geschichte
Erbaut und erstmals urkundlich erwähnt wurde die Burg Brauneck um 1230 unter Konrad von Hohenlohe, der die Linie Hohenlohe-Brauneck begründete. Ihr gehörte eine große Anzahl der umliegenden Dörfer. Für das Geschlecht der Hohenloher war sie einer der Stammsitze (neben Burg Hohlach und Schloss Weikersheim) und eine in der damaligen Zeit recht umfangreiche Burganlage. Ihre Ministerialen waren, wie in Hohlach, die Herren von Enheim. Die Linie Hohenlohe-Brauneck erlosch bereits um 1390, auch deshalb, weil viele davon geistliche Würdenträger wurden. Der letzte Abkömmling von Graf Konrad, Graf Michael von Hardeck, verkaufte im Jahre 1448 die Burg und Herrschaft, zu der auch Creglingen und die „sechs Maindörfer“ um Marktsteft und Obernbreit gehörten, an den Markgrafen Albrecht von Brandenburg-Ansbach. Die hohenlohischen Burgen in Weikersheim, Neuenstein und Langenburg wurden hingegen zu hohenlohischen Residenzen ausgebaut. Nach dem Aussterben der Linie Brauneck wurde die Burg nicht mehr gepflegt und von den Markgrafen weiter an die von Ehenheim/Enheim verliehen, bis zu deren Aussterben 1525. Die Anlage wurde im Bauernkrieg angeblich gestürmt, geplündert und ausgebrannt. Zwar wurde sie zum Teil später wieder aufgebaut, aber den Charakter als Festung hatte die Burg schon lange vorher verloren. Seit 1448 saßen die Herren von Enheim als ansbachische Lehnsträger auf der Burg, bis 1645 nach deren Aussterben zogen die Markgrafen die Burg als erledigtes Lehen ein.

## Heutige Nutzung
Nach Zerstörung und Wiederaufbau wird die Burg Brauneck als landwirtschaftlicher Betrieb genutzt. Eine Besichtigung der Anlage ist nicht möglich.

## Anlage
Die Anlage der Burg entspricht ungefähr einem regelmäßigen Rechteck. Die mächtige Schildmauer ist noch sichtbar. Der Bergfried mit quadratischem Grundriss und Buckelquadermauerwerk ist gut erhalten. Das romanische Burgtor sowie die Reste der ebenfalls romanischen, einst zweigeschossigen Kapelle mit romanischem Portal sind zu erkennen. Insgesamt ist Brauneck ein bedeutendes, in Franken eher seltenes Denkmal der Burgenbaukunst der Zeit um 1200.